# Hayesville (Carolina del Nord)
Hayesville és una població dels Estats Units i seu del comtat de Clay a l'estat de Carolina del Nord. Segons el cens del 2000 tenia 297 habitants.

## Demografia
Segons el cens del 2000, Hayesville tenia 297 habitants, 147 habitatges i 80 famílies. La densitat de població era de 260,6 habitants per km².
Dels 147 habitatges en un 21,1% hi vivien nens de menys de 18 anys, en un 39,5% hi vivien parelles casades, en un 12,9% dones solteres, i en un 44,9% no eren unitats familiars. En el 42,9% dels habitatges hi vivien persones soles el 19% de les quals corresponia a persones de 65 anys o més que vivien soles. El nombre mitjà de persones vivint en cada habitatge era d'1,99 i el nombre mitjà de persones que vivien en cada família era de 2,73.
Per edats la població es repartia de la següent manera: un 20,5% tenia menys de 18 anys, un 8,1% entre 18 i 24, un 23,6% entre 25 i 44, un 23,2% de 45 a 60 i un 24,6% 65 anys o més.
L'edat mediana era de 43 anys. Per cada 100 dones de 18 o més anys hi havia 77,4 homes.
La renda mediana per habitatge era de 20.000 $ i la renda mediana per família de 30.938 $. Els homes tenien una renda mediana de 21.667 $ mentre que les dones 16.500 $. La renda per capita de la població era de 12.281 $. Entorn del 7,7% de les famílies i el 14,7% de la població estaven per davall del llindar de pobresa.

## Poblacions més properes
El següent diagrama mostra les poblacions més properes.